# Laban 3
Laban 3 er navnet på Labans tredje danske album, som udkom i 1984.

## Sange
| #   | Titel                                                                 | Længde |
| --- | --------------------------------------------------------------------- | ------ |
| 1.  | "Came-camera"                                                         | 3:22   |
| 2.  | "Sig ingenting (jeg ved det)"                                         | 3:58   |
| 3.  | "Helt perfekt (det bli'r man aldrig)"                                 | 2:40   |
| 4.  | "Luk for for radio'n"                                                 | 3:35   |
| 5.  | "Det samme som før"                                                   | 2:50   |
| 6.  | "Det du tænker på"                                                    | 3:34   |
| 7.  | "Nu eller aldrig"                                                     | 3:18   |
| 8.  | "Bli'r det til nå'ed"                                                 | 3:19   |
| 9.  | "Cherry oh Cherry"                                                    | 3:17   |
| 10. | "Det gælder kun os"                                                   | 3:06   |
| 11. | "5 plus 1" (Bonusnummer på albums, som blev solgt gennem Pladeringen) | 3:40   |